# NGC 1328
NGC 1328 je galaksija u zviježđu Eridan.

## Vanjske poveznice
- SEDS: NGC 1328